# Ludwik Golecki
Ludwik Golecki (ur. 1 sierpnia 1912) – polski „Sprawiedliwy wśród Narodów Świata”.

## Życiorys
Przed 1939 r. był porucznikiem Wojska Polskiego. Miał żonę Kamilę i syna Marka (ur. 1956). Jak wspominał jego syn po wojnieː
"Mój ojciec urodził się 1 sierpnia 1912 roku w Parczewie. Przed wojną był porucznikiem w wojsku polskim, skończył szkołę podoficerską w Kobryniu, w Brześciu. Przed wojną pracował na kolei Warszawa - Gdańsk. Wraz z wybuchem wojny został powołany do wojska. Podczas wędrówki do Rumunii 19 września 1939 roku [wraz z innymi] został zatrzymany przez Rosjan. Wszystkim oficerom obrywano dystynkcje, kazano położyć się na oboranym polu. Zabrali im ubrania. Prowadzeni byli przez Ukrainę do Katynia. Jak wsadzali ich do pociągu, ojciec rozpoznał swojego dawnego pracownika. Ten kolejarz pomógł im uciec. Z Tarnopola do Parczewa szli trzy miesiące."
W trakcie II wojny światowej zaangażował się w pomoc Żydom. Mieszkał w Parczewie, miasteczku w dystrykcie lubelskim. Prowadził wraz z żoną skład kolonialny. W sierpniu 1942 r., gdy Niemcy rozpoczęli likwidację parczewskich Żydów i wywózkę ich do Treblinki, Golecki zaproponował schronienie Żytom (Sewerynowi i jego żonie Geni) oraz ich dziesięcioletniemu synowi Wiktorowi (oprócz tego zapewnił także pomoc Henrykowi Żyto, jego żonie i córce). Gdy Gestapo dowiedziało się o jego działalności, Golecki uciekł do Warszawy, gdzie pod nazwiskiem Leon Golik kontynuował pomoc prześladowanym Żydom. Podjął się też pracy w sklepie papierniczym. Wykorzystując kontakty z polskim podziemiem, dla części Żydów zdobył „aryjskie” dokumenty, dla innych znalazł zakwaterowanie poza gettem. Golecki pomagał także zubożałym uchodźcom i dbał o ich potrzeby, nie żądając niczego w zamian.
W 1968 r. na zaproszenie Żydów, których uratował, przebywał w Kanadzie.
6 lutego 1986 r. Instytut Jad Waszem uhonorował Ludwika Goleckiego medalem „Sprawiedliwy wśród Narodów Świata”.